# Chavanod
Chavanod és un municipi francès situat al departament de l'Alta Savoia i a la regió d'Alvèrnia-Roine-Alps. L'any 2007 tenia 2.167 habitants.

## Demografia

### Població
El 2007 la població de fet de Chavanod era de 2.167 persones. Hi havia 752 famílies de les quals 100 eren unipersonals (28 homes vivint sols i 72 dones vivint soles), 264 parelles sense fills, 340 parelles amb fills i 48 famílies monoparentals amb fills.
La població ha evolucionat segons el següent gràfic:
Habitants censats

### Habitatges
El 2007 hi havia 795 habitatges, 765 eren l'habitatge principal de la família, 15 eren segones residències i 15 estaven desocupats. 694 eren cases i 99 eren apartaments. Dels 765 habitatges principals, 631 estaven ocupats pels seus propietaris, 113 estaven llogats i ocupats pels llogaters i 21 estaven cedits a títol gratuït; 5 tenien una cambra, 35 en tenien dues, 58 en tenien tres, 167 en tenien quatre i 500 en tenien cinc o més. 725 habitatges disposaven pel capbaix d'una plaça de pàrquing. A 215 habitatges hi havia un automòbil i a 524 n'hi havia dos o més.

### Piràmide de població
La piràmide de població per edats i sexe el 2009 era:
| Homes | Edats   | Dones |
| ----- | ------- | ----- |
| 0     | 95 o +  | 4     |
| 0     | 90 a 94 | 8     |
| 8     | 85 a 89 | 12    |
| 12    | 80 a 84 | 32    |
| 12    | 75 a 79 | 40    |
| 20    | 70 a 74 | 20    |
| 28    | 65 a 69 | 28    |
| 32    | 60 a 64 | 28    |
| 56    | 55 a 59 | 56    |
| 64    | 50 a 54 | 68    |
| 136   | 45 a 49 | 92    |
| 56    | 40 a 44 | 112   |
| 52    | 35 a 39 | 44    |
| 64    | 30 a 34 | 48    |
| 60    | 25 a 29 | 52    |
| 76    | 20 a 24 | 48    |
| 100   | 15 a 19 | 72    |
| 52    | 10 a 14 | 84    |
| 52    | 5 a 9   | 40    |
| 52    | 0 a 4   | 32    |

## Economia
El 2007 la població en edat de treballar era de 1.495 persones, 1.087 eren actives i 408 eren inactives. De les 1.087 persones actives 1.028 estaven ocupades (559 homes i 469 dones) i 59 estaven aturades (24 homes i 35 dones). De les 408 persones inactives 148 estaven jubilades, 161 estaven estudiant i 99 estaven classificades com a «altres inactius».

### Ingressos
El 2009 a Chavanod hi havia 773 unitats fiscals que integraven 2.220 persones, la mediana anual d'ingressos fiscals per persona era de 23.392 €.

### Activitats econòmiques
Dels 291 establiments que hi havia el 2007, 1 era d'una empresa extractiva, 2 d'empreses alimentàries, 7 d'empreses de fabricació de material elèctric, 1 d'una empresa de fabricació d'elements pel transport, 18 d'empreses de fabricació d'altres productes industrials, 49 d'empreses de construcció, 44 d'empreses de comerç i reparació d'automòbils, 8 d'empreses de transport, 14 d'empreses d'hostatgeria i restauració, 21 d'empreses d'informació i comunicació, 24 d'empreses financeres, 14 d'empreses immobiliàries, 63 d'empreses de serveis, 18 d'entitats de l'administració pública i 7 d'empreses classificades com a «altres activitats de serveis».
Dels 44 establiments de servei als particulars que hi havia el 2009, 1 era una oficina del servei públic d'ocupació, 1 oficina de correu, 4 tallers de reparació d'automòbils i de material agrícola, 5 paletes, 6 guixaires pintors, 6 fusteries, 3 lampisteries, 3 electricistes, 2 empreses de construcció, 2 perruqueries, 5 restaurants, 4 agències immobiliàries i 2 salons de bellesa.
Dels 10 establiments comercials que hi havia el 2009, 1 era un supermercat, 1 una botiga de més de 120 m², 1 una botiga de menys de 120 m², 1 una fleca, 1 una llibreria, 1 una botiga d'electrodomèstics, 1 una botiga de material de revestiment de parets i terra, 2 perfumeries i 1 una joieria.
L'any 2000 a Chavanod hi havia 25 explotacions agrícoles que ocupaven un total de 432 hectàrees.

## Equipaments sanitaris i escolars
L'únic equipament sanitari que hi havia el 2009 era una farmàcia.
El 2009 hi havia 2 escoles elementals.

## Poblacions més properes
El següent diagrama mostra les poblacions més properes.